# Tipula nigroapicalis
Tipula nigroapicalis är en tvåvingeart som beskrevs av Enrico Adelelmo Brunetti 1911. Tipula nigroapicalis ingår i släktet Tipula och familjen storharkrankar. Inga underarter finns listade i Catalogue of Life.